# Алмада, Надя
Надя Консейсау Алмада (англ. Nádia Conceição Almada; род. 28 января 1977 года) — британская телезвезда. Она известна победой в пятом сезоне реалити-шоу «Большой брат».
Алмада родилась в Рибейра-Браве на острове Мадейра. Алмада — транс-женщина.

## Большой брат
Алмада участвовала в пятом сезоне реалити-шоу «Большой брат» в 2004 году. Она держала в тайне свою транссексуальность от других участников шоу, при этом, зрителям всё было известно. После проведения 71 дня в доме «Большого брата», она стала победителем, получив 74% от общего числа голосов и выиграв 63 500 фунтов стерлингов.
После шоу
В декабре 2004 года Алмада записала сингл под названием «A Little Bit of Action», который достиг 27 места в британском хит-параде синглов UK Singles Chart. Она также появилась в качестве гостя в мыльной опере Холлиокс. Она попала в аналог шоу «Большой Брат» в Австралии, посетив трех финалистов, и неоднократно появлялась в телевизионных чатах и игровых шоу. В 2008 году она выступила сопредставителем проекта «The Big Brother Launch Night Project». Также она принимала участие в шоу «Celebrity Fitness Videos Not Fit For TV», которое вел Лоррейн Келли и Имонн Холмс. В шоу приняли участие знаменитости, исполнившие собственное латиноамериканское видео о танцах и фитнесе, созданное Алмадой, - «Latino Dance Workout», выпущенное в 2004 году.
Алмада также была участницей реалити-шоу «Trust Me...I'm A Holiday Rep» на канале Channel 5. Алмада заменяла Жасмин Леннард из «Make Me a Supermodel». В следующем году она участвовала в реалити-шоу «Дурак с ...» на канале Channel 5. Ее цель состояла в том, чтобы угадать, кто из участников-мужчин не имел пары, позволяя им выиграть 10 000£. В интервью журналу Heat в июне 2009 года, Алмада рассказала, что она пишет мемуары. В 2010 году, в ознаменование окончания шоу «Большой брат» в Великобритании, она появилась на специальном выпуске «Большого брата» с победителями проекта из разных сезонов на канале Channel 4.
Ultimate Большой Брат
24 августа 2010 года Алмада вошла проект Ultimate Big Brother. Она была номинирована на выселение в 8 день проекта, и была выселена с 33,3 % голосов.